# Virus de Menangle
Espèce
Menangle pararubulavirus ou virus de Menangle, est une espèce de virus à ARN de la famille des Paramyxoviridae qui infecte les porcs, les humains et les chauves-souris.

## Historique
Le virus de Menangle a été identifié pour la première fois en 1997 à Menangle près de Sydney en Australie où une porcherie a connu un nombre élevé de mortinaissances et de malformations pendant la mise-bas. Deux travailleurs de la porcherie ont contracté une maladie grippale grave inexpliquée, mais se sont ensuite rétablis. Ils ont ensuite été testés positifs pour les anticorps du virus de Menangle. Cette épidémie a été rapidement maitrisée grâce à la désinfection et au dépeuplement temporaire des unités individuelles de l'élevage porcin.

## Vecteur
L'épidémie a pu être causée par une population voisine de chauves-souris frugivores. Les chauves-souris semblent être un hôte asymptomatique. On pense que l'infection se produit par contact rapproché avec des fluides corporels d'animaux infectés (du sang voire des matières fœtales).
Le virus de Menangle est proche du virus de Tioman (en) récemment découvert en Malaisie sur l'ile éponyme et qui est également transmis par des chauves-souris.
Le virus de Menangle est l'un des trois virus zoonotiques récemment découverts en Australie et transmis par les chauves-souris. Les autres sont le virus de Hendra (HeV) et le lyssavirus austral (ABLV).

## Description
Comme tous les paramyxovirus, le virus de Menangle a une enveloppe, un ARN monocaténaire de polarité négative et des protéines pléomorphes (formes sphériques et allongées) saillantes à la surface (HN et fusion) qui aident le virus à pénétrer dans les cellules. Comme tout virus à ARN, il doit pénétrer dans la cellule pour se répliquer.

## Signes cliniques et symptômes
- Porcs : taux de conception réduits ; taille de portée réduite ; nombreux fœtus mort-nés (certains avec de graves anomalies squelettiques ou craniofaciales) ; virus présent dans les poumons, le cerveau et le cœur des porcelets mort-nés ; aucun symptôme chez les porcs après la naissance.

- Humains : la maladie dure de 10 à 14 jours ; fièvre, frissons, sueurs ; malaise ; maux de tête ; exanthème.

- Chauves-souris : asymptomatiques

## Lésionspost mortem
- Hydranencéphalie : ce qui signifie que le cortex cérébral présente une grande cavité remplie de liquide cérébrospinal.
- Les membres sont souvent rigides et fortement fléchis.
- Alignement inégal des dents supérieures et inférieures.